# غول محظار (حبيل جبر)

تعديل مصدري - تعديل

غول محظار هي إحدى قرى عزلة حبيل جبر بمديرية حبيل جبر التابعة لمحافظة لحج، بلغ تعداد سكانها 51 نسمة حسب تعداد اليمن لعام 2004.